# Renée Carl
Renée Carl, nata Renée Henriette Emilie Grolleau (Fontenay-le-Comte, 10 giugno 1875 – Parigi, 31 luglio 1954), è stata un'attrice e regista francese.

## Biografia
Nata in Vandea, a Fontenay-le-Comte, nel 1875, lavorò principalmente all'epoca del muto. Entrò a far parte della squadra di attori che alla Gaumont recitarono diretti da Louis Feuillade. Nella sua carriera, iniziata nel 1907, girò circa duecento film. Tra il 1910 e il 1913, prese parte nel ruolo della madre, alla serie Bébé, interpretata dal giovanissimo René Dary, un attore bambino molto popolare in Francia e i cui cortometraggi vennero distribuito dalla Gaumont anche negli Stati Uniti.
Nel 1922, il nome di Renée Carl appare come regista in Un cri dans l'abîme, film che lei non solo diresse, ma anche sceneggiò e interpretò.
Morì a Parigi il 31 luglio 1954 all'età di 79 anni.

## Filmografia

### Attrice
- Le Récit du colonel, regia di Louis Feuillade (1907)
- La Puce, regia di Louis Feuillade (1907)
- Lucrèce, regia di Louis Feuillade (1908)
- L'Orpheline, regia di Louis Feuillade (1908)
- L'incendiaire, regia di Louis Feuillade (1908)
- Le Secret du glacier, regia di Étienne Arnaud (1908)
- Rayons et Ombres, regia di Louis Feuillade (1909)
- Matelot, regia di Louis Feuillade (1909)
- Madame Bernard, regia di Louis Feuillade (1909)
- La Légende de l'imagier o L'Imagier du Mont Saint-Michel, regia di Louis Feuillade (1909)
- L'Idée du pharmacien, regia di Louis Feuillade (1909)
- Les Vipères, regia di Louis Feuillade (1909)
- Le Fou, regia di Louis Feuillade (1909)
- Le Collier de la reine, regia di Étienne Arnaud e Louis Feuillade (1909)
- La Vengeance posthume du Dr. William, regia di Louis Feuillade (1909)
- La Mort de sire de Framboisy, regia di Louis Feuillade (1909)
- La Lettre anonyme, regia di Louis Feuillade (1909)
- La Fiancée du batelier, regia di Louis Feuillade (1909)
- La Bouée, regia di Louis Feuillade (1909)
- La Chasse au bois hanté, regia di Louis Feuillade (1909)
- La Boîte de Pandore, regia di Louis Feuillade (1909)
- La Bague, regia di Louis Feuillade (1909)
- Les Heures: l'aube, l'aurore, regia di Louis Feuillade (1909)
- Les Heures: le matin, le jour, regia di Louis Feuillade (1909)
- Les Heures: le midi, la vesprée, le crépuscule, regia di Louis Feuillade (1909)
- Les Heures: le soir, la nuit, regia di Louis Feuillade (1909)
- Idylle corinthienne, regia di Louis Feuillade (1909)
- La Mère du moine, regia di Louis Feuillade (1909)
- Judith et Holopherne, regia di Louis Feuillade (1909)
- La Possession de l'enfant, regia di Louis Feuillade (1909)
- La Mort de Mozart, regia di Étienne Arnaud e Louis Feuillade (1909)
- La Légende des phares, regia di Louis Feuillade (1909)
- La Chatte métamorphosée en femme, regia di Louis Feuillade (1909)
- Les Filles du cantonnier, regia di Louis Feuillade (1909)
- La Cigale et la Fourmi, regia di Louis Feuillade (1909)
- Le Pain quotidien, regia di Louis Feuillade (1910)
- Le Lys d'or, regia di Louis Feuillade e Léonce Perret (1910)
- Le Festin de Balthazar, regia di Louis Feuillade (1910)
- L'Œuvre accomplie, regia di Louis Feuillade (1910)
- L'Aventurière ou Les Cigarettes narcotiques, regia di Louis Feuillade (1910)
- Le Secret du corsaire rouge, regia di Louis Feuillade (1910)
- La fine di Paganini, regia di Louis Feuillade (1910)
- La Légende de Daphné, regia di Louis Feuillade (1910)
- Maudite soit la guerre, regia di Louis Feuillade (1910)
- L'Exode, regia di Louis Feuillade (1910)
- Le Roi de Thulé, regia di Louis Feuillade (1910)
- Mater dolorosa, regia di Louis Feuillade (1910)
- La Nativité, regia di Louis Feuillade (1910)
- La Faute d'une autre, regia di Louis Feuillade (1910)
- 1814, regia di Louis Feuillade (1910)
- Bébé Apache, regia di Louis Feuillade (1910)
- La Trouvaille de Bébé, regia di Louis Feuillade (1910)
- Bébé pêcheur, regia di Louis Feuillade (1910)
- Bébé fume, regia di Louis Feuillade (1910)
- Le Bracelet de la marquise, regia di Louis Feuillade (1911)
- Marie Stuart et Rizzio, regia di Louis Feuillade (1911)
- L'Héritage du demi-solde, regia di Louis Feuillade (1911)
- Le Tyran de Syracuse, regia di Louis Feuillade (1911)
- Les Yeux clos, regia di Louis Feuillade (1911)
- Le Fils de la reine aveugle, regia di Louis Feuillade (1911)
- Le Crime inutile, regia di Louis Feuillade (1911)
- La Suspicion, regia di Louis Feuillade (1911)
- La Lettre égarée, regia di Louis Feuillade (1911)
- Flore et Zéphir, regia di Louis Feuillade (1911)
- André Chénier, regia di Étienne Arnaud e Louis Feuillade (1911)
- Dans la vie, regia di Léonce Perret e Louis Feuillade (1911)
- Le Fils de Locuste, regia di Louis Feuillade (1911)
- Les Doigts qui voient, regia di Louis Feuillade e Georges-André Lacroix (1911)
- La Lettre aux cachets rouges, regia di Louis Feuillade (1911)
- Sous le joug, regia di Louis Feuillade (1911)
- La Fille du juge d'instruction, regia di Louis Feuillade (1911)
- Bébé protège sa soeur, regia di Louis Feuillade (1911)
- Le Noël de Bébé, regia di Louis Feuillade (1911)
- Bébé pratique le jiu-jitsu, regia di Louis Feuillade (1911)
- Le Château de la peur, regia di Louis Feuillade (1912)
- Bébé et ses grands-parents, regia di Louis Feuillade (1912)
- C'est Bébé qui boit le muscat, regia di Louis Feuillade (1912)
- Un drame au Pays Basque, regia di Louis Feuillade (1913)
- La Tirelire de Bout de Zan, regia di Louis Feuillade (1913)
- Une aventure de Bout de Zan, regia di Louis Feuillade (1913)
- Un scandale au village, regia di Louis Feuillade e Maurice Mariaud (1913)
- Les Ananas, regia di Louis Feuillade (1913)
- La Vengeance du sergent de la ville, regia di Louis Feuillade (1913)
- Juve contro Fantomas (Juve contre Fantômas), regia di Louis Feuillade (1913)
- Les Lettres, regia di Louis Feuillade (1914)
- Severo Torelli, regia di Louis Feuillade (1914)
- Il Calvario (Le Calvaire), regia di Louis Feuillade (1914)
- Angoscia al focolare (L'Angoisse au foyer), regia di Louis Feuillade (1915)
- Amare, piangere, morire (Aimer, pleurer, mourir), regia di Léonce Perret (1915)
- I vampiri (Les Vampires), regia di Louis Feuillade (1915)
- Mazamette milionario (Les Vampires: Les Yeux qui fascinent), regia di Louis Feuillade (1916)
- Rose de Nice, regia di Maurice Challiot e Alexandre Ryder (1921)
- Un cri dans l'abîme, regia di Renée Carl (1922)

### Regista
- Un cri dans l'abîme (1922)